# Altstadt von Dubrovnik
Koordinaten: 42° 38′ N, 18° 7′ O
Die Altstadt von Dubrovnik, der historische Kern der kroatischen Stadt Dubrovnik, früher Ragusa beziehungsweise die als bedeutende Seemacht bekannte Republik Ragusa, ist eine imposante historische Anlage an der südlichen dalmatischen Küste. Die auch „Perle der Adria“ genannte Anlage gehört seit 1979 zum UNESCO-Welterbe in Kroatien. Die Altstadt von Dubrovnik ist ein einmaliges mittelalterliches Areal einer mit Mauern befestigten Stadt mit zahlreichen Baudenkmälern aus dem Mittelalter, Barock und Renaissance, die sich heute in einem ausgezeichneten Zustand befinden und ein in sich geschlossenes architektonisches Ganzes bilden.

## Geschichte

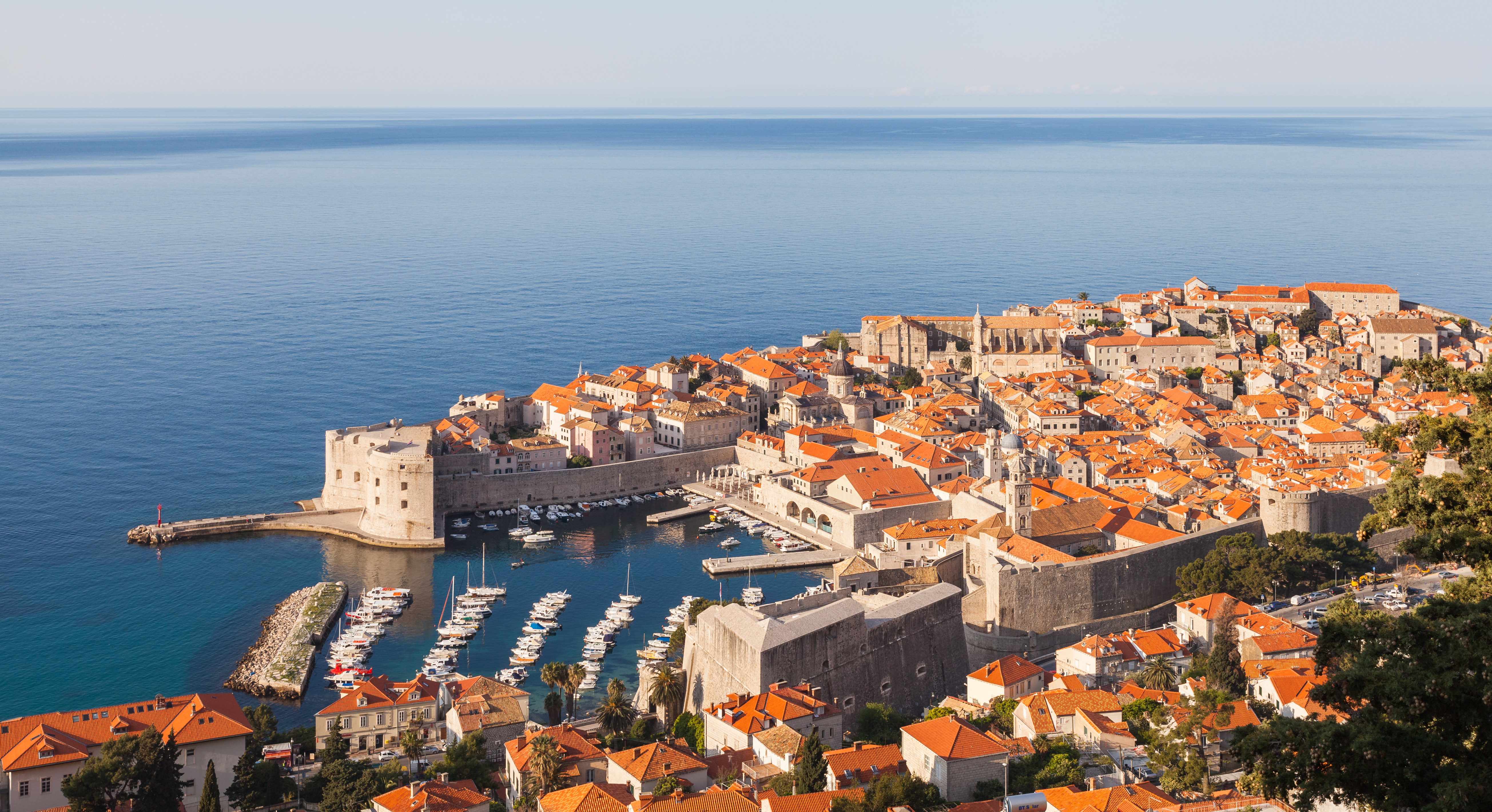
Altstadt Dubrovnik

Auf dem Gebiet der Stadt gab es Siedlungen, darunter illirische Siedlungen, wie verschiedene Befestigungen und Festungen schon seit dem dritten Jahrhundert vor Christus. Die Gründung der Stadt wird um das Jahr 614 (als Rausa beziehungsweise Ragusium) angenommen, als sich auf dem Stadtgebiet römische Flüchtlinge niederließen; zu dieser Zeit gehörte die Stadt zum Interessengebiet von Byzanz. Die ersten Befestigungen aus Stein, darunter auch eine kaum erhaltene Mauer, wurden Ende des 8. Jahrhunderts gebaut. Eine Art Aufbauplan der Stadt wurde erst nach dem verheerenden Feuer vom 16. August 1296 aufgestellt, das in der Stadt schwere Schäden verursachte. Der Stradun, die Hauptstraße der Altstadt, war bis 1272 ein Kanal im Marschland, der die Siedlung auf der Insel Lave beziehungsweise Lausa vom Festland trennte und zugeschüttet wurde; ein weiterer Grund für den Ausbau der Stadt und der Befestigungen waren die Erfahrung aus dem 9. bis 11. Jahrhundert, als sich Ragusa gegen fremde Mächte wehren musste, sowie die hegemonialen Ansprüche Venedigs, die zumindest in der Zeit von 1205 bis 1358 teilweise anerkannt wurden, was die Unabhängigkeit Ragusas gestärkt hat.

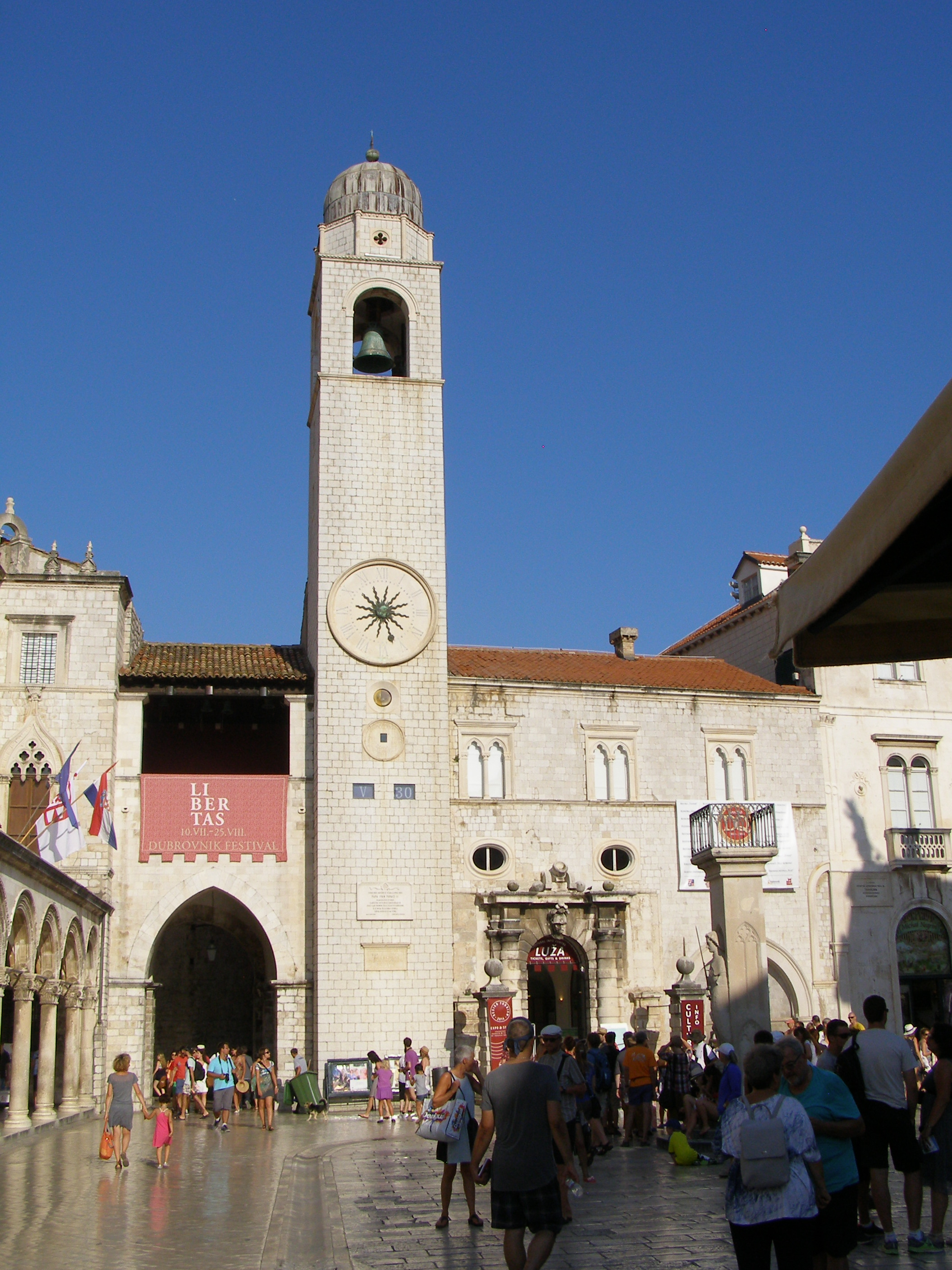
Das Glockenturm, links Glockenturmloge Luža und Sponza-Palast, rechts die Hauptwache und die Rolandsäule

Der Neubau der Stadt ab dem frühen 13. Jahrhundert ging mit dem Ausbau von Befestigungsanlagen einher, die sowohl die Stadt wie auch deren Eingangstore und den Hafen gegen äußere Feinde schützen sollten. Nur mit wenigen Ausnahmen – meist in den an die Stadtmauer angrenzenden Bereichen – sind die Straßenzüge rechtwinklig angelegt. Ab dem 13. beziehungsweise 14. Jahrhundert war die Stadt durch die Mauer weitgehend eingeschlossen und behielt ihr Aussehen im Wesentlichen bis in die heutigen Tage – wenn man von den zahlreichen Aufbauarbeiten zur Beseitigung des großen Erdbebens im April 1667 absieht.

## Altstadt
Zu den markantesten Punkten der Altstadt gehört insbesondere die Stadtmauer von Dubrovnik mit zahlreichen Festungen, Bastionen, Türmen und anderen Bauten, welche die Altstadt von allen Seiten umgibt. Ihr Umfang beläuft sich auf 1940 Meter, sie ist bis zu sechs Meter dick und bis zu fünfundzwanzig Meter hoch, zu der Meeresseite teilweise auf hohen Felsen errichtet, auf der Landesseite mit weiteren Befestigungen verstärkt und mit drei in die Mauer integrierten großen Festungen ausgerüstet: Minčeta, Sveti Ivan und Bokar; zwei weitere Festungen – Revelin und Lovrijenac – stehen knapp außerhalb der Mauer. Das Pile-Tor im Westen und das Ploče-Tor im Osten sind die zwei Haupteingänge in die Stadt. Im Osten, auf der Außenseite der Mauer, befindet sich der alte, gut beschützte Stadthafen von Dubrovnik.

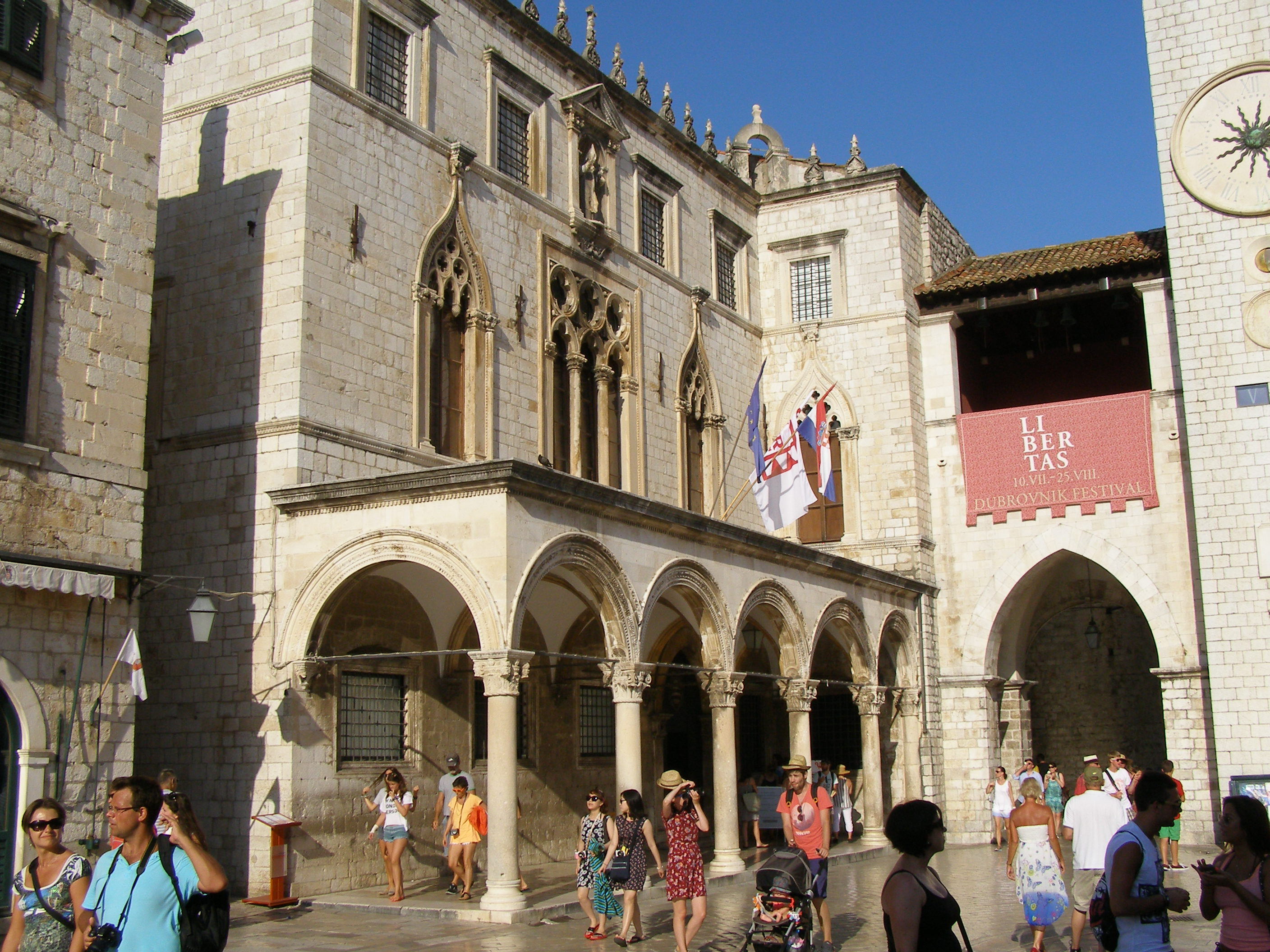
Sponza-Palast

Hinter den Torbrücken und dem Pile-Tor beginnt Stradun (auch Placa genannt), die große Hauptstraße der Altstadt, die nach dem Erdbeben von 1667 einheitlich nach Plänen und auf Anordnung des Senats der Republik neu aufgebaut wurde. Am westlichen Ende von Stradun steht der Große Onofrio-Brunnen (Velika Onofrijeva fontana) mit 16 Wasserspeiern, von Onofrio della Cava 1438 erbaut; zum Norden befindet sich die Erlöserkirche (Sveti Spas), 1520 vom Architekten Andrijic nach einem Senatsbeschluss erbaut, daneben an der Westmauer das Franziskanerkloster mit der Franziskanerkirche (Franjevacki samostan, Mala braca), ein Gebäudekomplex, mit dessen Bau man 1317 begann und in dem sich eine bedeutende Bibliothek mit 20.000 wertvollen Handschriften und ein Museum befinden. Hier befindet sich auch eine mittelalterliche Apotheke, ebenfalls aus dem Jahr 1317, eine der ältesten Europas. Auf der anderen Seite, südlich des Pile-Tors, steht das Frauen- beziehungsweise Nonnenkloster der Heiligen Klara (Samostan Sveta Klara), Ende des 13. und Anfang des 14. Jahrhunderts als Konvent für den Klarissenorden errichtet, das seit 1434 eine Station für die Aufnahme verlassener und nichtehelicher Kinder unterhielt – eine der ersten Einrichtungen dieser Art in der Welt.
Auf dem östlichen Ende der Promenade, rund um den Luža-Platz, der vom 31 Meter hohen Glockenturm (Gradski zvonik) von 1444 dominiert wird (der eine 1506 durch den Gießer Ivan Rabljanin gegossene neue Glocke enthält), befinden sich weitere Sehenswürdigkeiten wie die 1463 gebaute und 1952 rekonstruierte Glockenturmloge Luža; unter ihr läuft ein Durchgang zu einem der Hafentore, dem Fischmarkt-Tor von 1381, beziehungsweise zum Ploče-Tor. Auf dem nördlichen Rand liegt das prächtige, ursprünglich als Zollhaus geplante und im 16. Jahrhundert erbaute Sponza-Palast, in dem heute das bedeutende städtische Archiv (Povijesni arhiv) mit mehr als 100.000 historischen handschriftlichen Dokumenten, Urkunden und Protokollen der Republik ab dem 11. Jahrhundert beherbergt ist. In der Mitte des Platzes steht eine Säule mit dem Relief von Roland (Orlandov stup) von 1418 von Antun Dubrovcanin; der Legende nach sollte er Dubrovnik vor dem Sarazenenpiraten Spucente verteidigen. Ebenfalls von Onofrio della Cava in Zusammenarbeit mit dem italienischen Bildhauer Pietro di Martino 1438 geschaffen ist der Kleine Onofrio-Brunnen (Mala Onofrijeva fontana) vor dem im gotischen Stil gebauten Gebäude der Hauptwache aus dem Jahr 1490, in der sich die Wohnung des Admirals befand. Noch weiter rechts des Glockenturms steht das Rathaus, das 1882 an der Stelle des im 14. Jahrhundert erbauten, 1816 abgebrannten und 1863 abgerissenen Palastes des Großen Rates (Consilium Maius) aufgebaut wurde. Früher gab es einen direkten Durchgang zu dem danebenstehenden Rektorenpalast (Knežev Dvor), dem administrativen Zentrum der Republik Ragusa, aus dem der monatlich gewählte Rektor die Stadt regierte und in dem der Kleine Rat (Consilium Minus) sowie der Senat (Consilium Rogatorum) residierten. Der Palast wurde Mitte des 15. Jahrhunderts durch Onofrio della Cava auf den Ruinen einer Festung gebaut, die 1435 durch eine Schießpulverexplosion vernichtet wurde; 1463 wurde der neue Palast jedoch durch eine weitere Schießpulverexplosion beschädigt, danach durch den florentinischen Baumeister Salvi di Michieli restauriert, um 1667 durch das Erdbeben wieder Schaden zu nehmen und wiederholt repariert werden zu müssen.

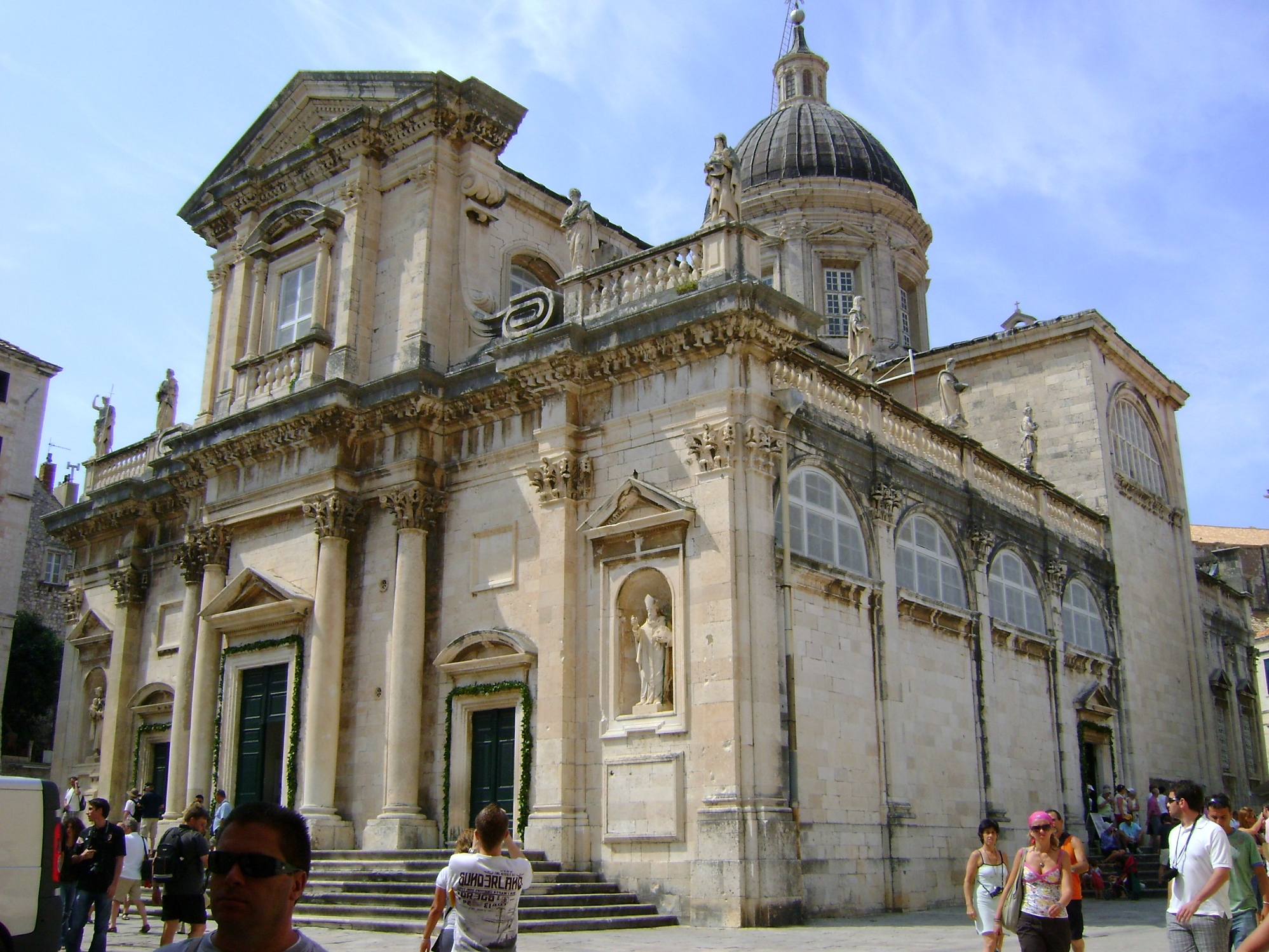
Die Kathedrale von Dubrovnik

Weitere sakrale Bauten befinden sich zerstreut über die ganze Altstadt. Noch im südlichen Bereich des Luža-Platzes befindet sich die Kirche des Patrons und Schutzheiligen von Dubrovnik, die Kirche des Heiligen Blasius (Sveti Vlaho), einem Barockbau aus dem Jahr 1715, erbaut an der Stelle einer älteren, ebenfalls diesem Heiligen geweihten Kirche, die während des Erdbebens von 1667 und dann durch einen Brand 1706 beschädigt wurde; den Bau von 1715 leitete der venezianische Baumeister Marino Gropelli. Weiter in Richtung südliche Stadtmauer erhebt sich die Kathedrale von Dubrovnik (Katedrala Uznesenju Blažene Djevice Marije na nebo, kurz auch Velika Gospa); die Auswertung archäologischer Funde von 1979 hat ergeben, dass hier ein bereits im 7. Jahrhundert oder früher errichteter dreischiffiger Dom stand, zu einer Zeit, als dieser Teil der Stadt sich noch auf einer vom Festland durch einen Meereskanal getrennten Insel befand; später stand hier eine aus dem 12. bis 14. Jahrhundert gebaute romanische Basilika, die der Legende nach von Richard Löwenherz als Dank für seine Rettung 1192 vor der Insel Lokrum gestiftet wurde; nachdem sie beim Erdbeben 1667 zerstört wurde, baute man sie zwischen 1673 und 1713 neu auf. Im Süden, kurz vor der Mauer, steht die Jesuitenkirche des Heiligen Ignatius (Sveti Ignacije), erbaut von Andrea Pozzo (1725 vollendet), mit dem Kloster und Kolleg Collegium Ragusinum (Isusovački samostan). An der Nordostspitze der Altstadt, in Richtung des Stadtteils Ploče und praktisch an die Festung Revelin grenzend, liegt das Dominikanerkloster (Dominikanski samostan), das sich ursprünglich nicht innerhalb der Verteidigungsmauern befand. Es bestand bereits 1225, wurde aber erst im 14. Jahrhundert beendet und in die Mauer eingefasst (seit 1310 gab es einen Schutzwall).
Innerhalb der Stadtmauern befinden sich zahlreiche weitere Kirchen, unter anderem die serbische orthodoxe Kirche, ebenfalls eine Synagoge und eine Moschee, ferner Paläste, Museen, Galerien, Bibliotheken und andere Bauten.

## Weltkulturerbe
Das ursprüngliche Gebiet, das 1979 als Kulturdenkmal in die Liste des Weltkulturerbes aufgenommen wurde, bestand aus den Verteidigungsanlagen, d. h. im Wesentlichen aus der Stadtmauer einschließlich der drei integrierten Festungen und dem durch diese eingeschlossenen alten Stadtkern mit all seinen Bauten und Anlagen. Später wurde diese Liste um einige weitere Denkmäler erweitert: es wurde der Ortsteil Pile aufgenommen, das westlich des Pile-Tors liegt und im 15. Jahrhundert viele wichtige Manufakturen beherbergte; weiter gehören dazu die außerhalb der Stadtmauern liegende Festung Lovrijenac aus dem 14. bis 16. Jahrhundert im Westen sowie die ebenfalls freistehende Festung Revelin aus dem 15. Jahrhundert im Nordosten, die östlich von Revelin Anfang des 17. Jahrhunderts gebauten Quarantäneanlagen Lazareti, der aus dem späten 15. Jahrhundert stammende Wellenbrecher Kaše im Hafengebiet, und schließlich die der Stadt vorgelagerte Insel Lokrum, auf der sich seit 1023 eine Benediktinerabtei befindet. Die Insel Lokrum macht mit 72 ha den größten Teil der Fläche aus, der Festlandteil ist mit 24,7 ha deutlich kleiner.